# Stegnosperma
Stegnosperma ist die einzige Gattung der Familie der Stegnospermataceae in der Ordnung der Nelkenartigen (Caryophyllales) innerhalb der Bedecktsamigen Pflanzen (Magnoliopsida). Die Verbreitungsgebiete der nur drei bis vier Arten liegen in Zentralamerika, auf den Karibischen Inseln und in der Sonora-Wüste.

## Beschreibung

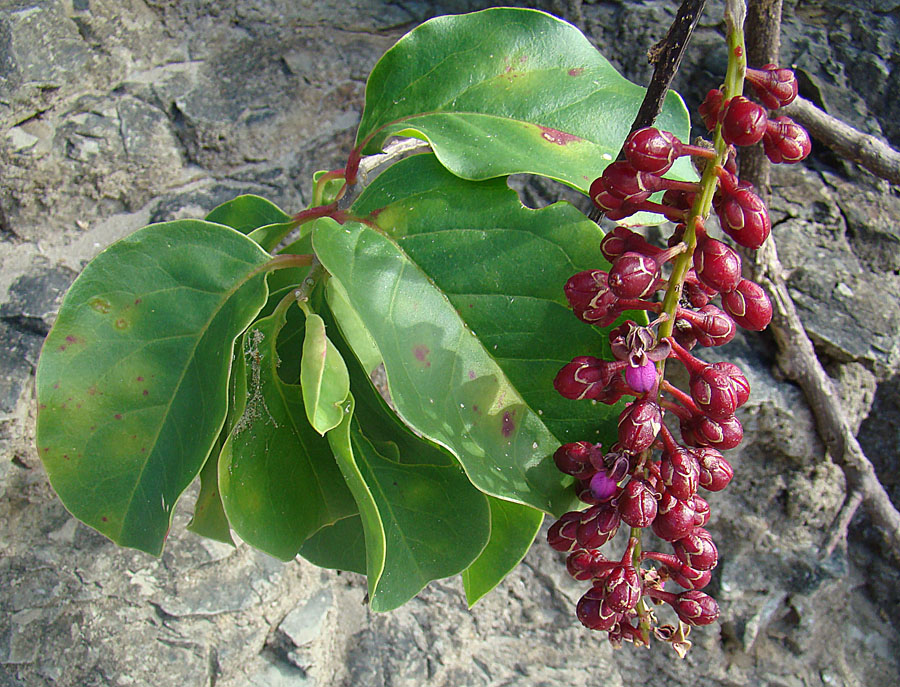
Laubblätter und Fruchtstand von Stegnosperma cubense

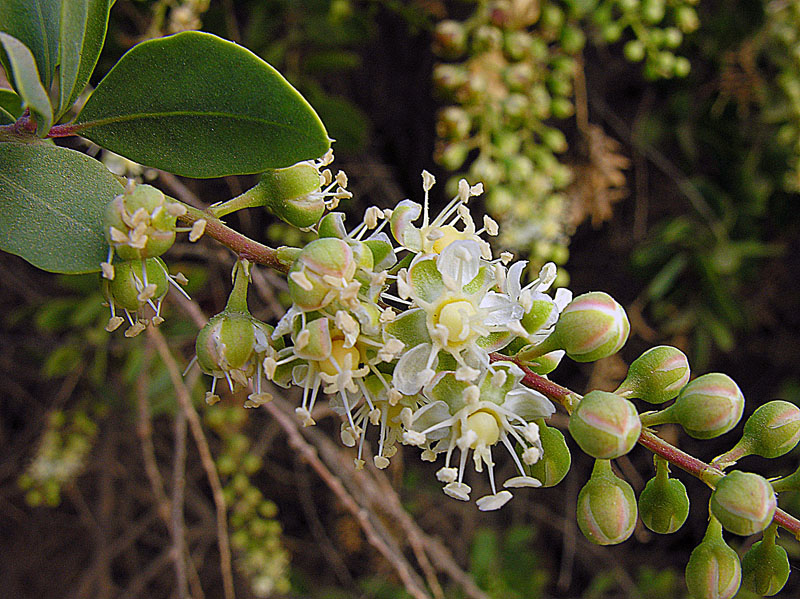
Zweig mit Laubblättern und Ausschnitt eines Blütenstandes mit fünfzähligen Blüten von Stegnosperma halimifolium

### Vegetative Merkmale
Stegnosperma-Arten sind verholzende, xerophytische Pflanzen, die als Sträucher oder Lianen wachsen und Wuchshöhen von 1 bis 8 Metern erreichen. Sie besitzen überhängende Äste und alle drei Arten sind mehr oder weniger stark kletternd. Die oberirdischen sind vollkommen kahl (ohne Trichome). Die Rinde ist grau bis rötlich-braun.
Die Anatomie des Holzes unterscheidet diese Familie von allen anderen. Das anomale Sekundäre Dickenwachstum erfolgt durch ein konzentrisches Kambium. Die Siebröhren-Plastide sind vom P-Typ.
Die wechselständig und spiralig angeordneten Laubblätter sind in Blattstiel und Blattspreite gegliedert. Die einfache Blattspreite ist fleischig, sukkulent, 2 bis 5 Zentimeter lang, mit Fiedernervatur und einem glatten Blattrand. Nebenblätter sind keine vorhanden.

### Generative Merkmale
Sie bilden seiten- oder endständige, zymöse oder rispige, traubigwirkende Blütenstände, die höchstens eine Länge von 10 Zentimetern aufweisen. Es sind Tragblätter und je Blüte zwei Deckblätter vorhanden. 
Die zwittrigen Blüten sind bei Durchmessern von nur 5 bis 8 Millimetern radiärsymmetrisch; sie sind fünfzählig und besitzen eine doppelte Blütenhülle (Perianth). Die fünf grünen, haltbaren Kelchblätter sind höchstens an ihrer Basis kurz verwachsen und länger als Kronblätter. Die fünf, selten weniger, grünlich, rötlichen bis weißen Kronblätter sind schwach genagelt. Es sind zwei Kreise mit je fünf fertilen Staubblättern vorhanden und sie überragen die Blütenhülle. Die Staubfäden sind an ihrer Basis untereinander zu einem Ring verwachsenen; die des äußeren Kreise sind nicht, aber die des inneren Kreises sind mit den Kronblättern verwachsen. Die Pollenkörner besitzen drei Aperturen und sind colpat. Drei bis fünf Fruchtblätter sind zu oberständigen Fruchtknoten verwachsen, die im Laufe ihrer Entwicklung einfächerig werden. In basaler, freier, zentraler Plazentation stehen die drei bis fünf Samenanlagen. Der höchstens kurze Griffel besitzt die gleiche Anzahl von kurzen, zurückgebogenen Narben wie Fruchtblätter, aus denen er entsteht. 
Die ledrigen, drei- bis fünffächerigen Kapselfrüchte weisen einen Durchmesser von 5 bis 8 Millimetern auf und enthalten ein bis fünf Samen. Die kleinen (2 bis 3 Millimeter), stärkehaltigen Samen sind von einem großen, fleischigen, anfangs weißen, bei Reife rötlichen Arillus umgeben. Die schwarze, glänzende Samenschale (Testa) ist dünn und glatt. Der gut differenzierte Embryo ist gebogen. 

### Inhaltsstoffe
Es ist Ellagsäure vorhanden.

## Systematik und Verbreitung
Diese neotropische Familie weist Vorkommen von Mexiko über Zentralamerika bis zu den Karibischen Inseln auf. Sie gedeihen im subtropischen bis tropischen Gebieten. 
Die Erstveröffentlichung des Gattungsnamens Stegnosperma erfolgte 1844 durch George Bentham in The botany of the voyage of H.M.S. Sulphur, 17. Der Gattungsname Stegnosperma leitet sich aus dem Griechischen ab und bedeutet direkt übersetzt „bedeckter Samen“. Typusart ist Stegnosperma halimifolium Benth. Die Gattung Stegnosperma wurde früher als Unterfamilie Stegnospermoideae in die Familie der Phytolaccaceae eingeordnet und bildet heute eine eigene Familie Stegnospermataceae in der Ordnung der Caryophyllales. Die Familie Stegnospermataceae wurde im März 1942 von Takenoshin Nakai in Journal of Japanese Botany, 18, S. 108 aufgestellt.
Die Familie Stegnospermataceae enthält nur eine Gattung mit nur drei bis vier Arten:
- Stegnosperma cubense A.Rich.: Sie ist neben Kuba, auf anderen Inseln der Großen Antillen, in Zentralamerika bis ins südliche und östliche Mexiko verbreitet.
- Stegnosperma halimifolium Benth.: Sie kommt in Mexiko im nordwestlichen Teil der Sonora-Wüste, in Baja Norte und Baja Sur.
- Stegnosperma sanchezii Medrano & Medina: Sie kommt nur im mexikanische Bundesstaat Puebla vor.[3]
- Stegnosperma watsonii D.J.Rogers: Sie kommt in den mexikanischen Bundesstaaten Baja California, Sinaloa und Sonora vor.